# Grażyna
Grażyna ist ein weiblicher Vorname. Er wurde durch das Werk Grażyna – Eine Dichtung (polnisch: poemat Grażyna) des polnischen Dichters Adam Mickiewicz  aus dem Jahre 1823 bekannt. Vor allem in Polen ist der Vorname sehr verbreitet. Im deutschen Sprachraum kommt er nur sehr selten vor.

## Namenstage
- 1. April
- 26. Juli
- 9. September

## Herkunft und Bedeutung
Der Vorname Grażyna stammt aus dem Litauischen (Vorname Gražina) von graži,  was schön, anmutig bedeutet.

## Weitere weibliche Formen
- Graga
- Grasia
- Grazia
- Grażynka
- Grażka

## Bekannte Namensträgerinnen
- Grażyna Bacewicz (1909–1969), polnische Komponistin
- Grażyna Długołęcka (* 1951), polnische Schauspielerin
- Grażyna Gęsicka (1951–2010), polnische Soziologin und Politikerin
- Grażyna Kania (* 1971), polnische Theaterregisseurin
- Grażyna Miller (1957–2009), polnisch-italienische Dichterin
- Grażyna Prokopek (* 1977), polnische Leichtathletin
- Grażyna Rabsztyn (* 1952), ehemalige polnische Leichtathletin
- Grażyna Syrek (* 1972), polnische Langstreckenläuferin
- Grażyna Szapołowska (* 1953), polnische Schauspielerin
- Grażyna Wolszczak (* 1958), polnische Schauspielerin